# Rápido y sucio
Rápido y sucio (del inglés Quick-and-dirty) es un término usado en referencia a una forma sencilla de solucionar un problema. Este uso es popular entre los hackers, que lo usan para describir una solución primitiva o una implementación que es imperfecta, poco elegante, o incluso inadecuada, pero que resuelve o enmascara el problema, y generalmente es más rápida y sencilla de usar que buscar una solución apropiada.
Las soluciones quick-and-dirty a menudo se centran en un caso concreto de un problema en lugar de arreglar la causa del problema general. Por eso, se usan algunas veces para mantener una parte del software o hardware funcionando temporalmente hasta que se pueda encontrar una solución adecuada.
La frase también se usa frecuentemente para describir documentos o tutoriales que solo dan una visión general de cómo hacer algo, sin entrar en demasiados detalles sobre por qué o cómo funciona.

## Incidencias
A lo largo de su historia la este método, ha presentado una serie de incidencias, de las cuales las más importantes han sido las siguientes:
- El primer sistema operativo de Microsoft, MS-DOS, fue llamado originalmente Quick and Dirty Operating System (QDOS), antes de su compra a Seattle Computer Products.